# Черемшинська Романа Степанівна
Черемши́нська Рома́на Степа́нівна (нар. 7 січня 1944, с. Велеснів, нині Україна — 8 липня 2021, с. Велеснів, Україна) — українська краєзнавиця, педагогиня, вишивальниця. Сестра Остапа Черемшинського. Членкиня Національної спілки краєзнавців України (2002), НТШ (2006; секція етнографії і фольклористики), Національної спілки журналістів України (2007).

## Життєпис
Романа Черемшинська народилася 7 січня 1944 року у селі Велесневі, нині Монастириської громади Чортківського району Тернопільської области України.
Закінчила Кременецький педагогічний інститут (1967, нині ТНПУ). Працювала вчителькою біології та хімії Велеснівської ЗОШ; співорганізатор меморіального кутка Володимира Гнатюка. Співініціаторка створення, старша наукова співробітниця Обласного комунального етнографічно-меморіального музею Володимира Гнатюка у Велесневі (2003—2021).
Померла 8 липня 2021 року.

### Творча діяльність
Авторка краєзнавчих матеріалів у наукових збірниках та періодиці. Як вишивальниця — учасниця виставок декоративно-прикладного мистецтва у містах Монастириська, Тернопіль, Львів, (дипломи й інші відзнаки); серед робіт — жіночі і чоловічі сорочки, рушники, подушки, серветки, скатертини, жанрові картини тощо.
Окремі публікації:
- Черемшинський О., Черемшинська Р. Великий слов'янський учений (140 років від дня народження Володимира Гнатюка) / Остап Черемшинський, Романа Черемшинська // Вільне життя плюс. — 2011. — № 37 (13 трав.). — С. 5 — (Ювілеї).
- Черемшинський О., Черемшинська Р. Михайло Драгоманов у житті Володимира Гнатюка / Остап Черемшинський, Романа Черемшинська // Вільне життя плюс. — 2011. — № 75 (23 вер.). — С. 6 — (Рядок з біографії краю).
- Черемшинська Р. Велеснів вшанував академіка-земляка / Романа Черемшинська // Вільне життя плюс. — 2011. — № 85 (28 жовт.). — С. 6 — (З потоку новин).
- Черемшинська Р. Популяризатор серед галичан Володимир Гнатюк і Микола Гоголь / Романа Черемшинська // Вільне життя плюс. — 2012. — № 69 (7 вер.). — С. 5.
- Черемшинський О., Черемшинська Р. Портрет Гнатюка — робота Бойчука (130-річчя від дня народження художника) / Остап Черемшинський, Романа Черемшинська // Вільне життя плюс. — 2012. — № 100 (14 груд.). — С. 5 — (Цікаво знати).
- Черемшинська Р. Тимофій Бордуляк і наш край (На 150-річчя від дня народження українського письменника) / Романа Черемшинська // Вільне життя плюс. — 2013. — № 9 (1 лют.). — С. 7 — (Ювілеї).